# زوئی لی
زوئی لی (انگلیسی: Zoe Lee؛ زادهٔ ۱۵ december ۱۹۸۵ (۳۹ سال)) ورزشکار روئینگ اهل بریتانیا است.
وی در مسابقات کشوری و بین‌المللی در مجموع برندهٔ ۱ مدال طلا، ۳ مدال نقره، ۱ مدال برنز شده‌است.